# Аполодор (художник)
Вижте пояснителната страница за други личности с името Аполодор.
Аполодор (на старогръцки: Ἀπολλόδωρος) е атински художник, живял през последната четвърт на 5 век пр.н.е. Известен е с това, че първи въвежда светлосянка и степенува светлината и цвета, за да придаде обемност; затова го наричат Sciagraphos (художник на сенките). Плиний Стари го нарича първия художник, придал реалистичност на фигурите си. Аполодор пише долу на картините си „μωμήσεται τις μᾶλλον ὴ μιμήσεται“.[поясни]
Аполодор рисува стенописи и в частни гръцки домове:с. 57
Той критикува своя по-млад съвременник Зевксис (artem ipsis ablatam Zeuxim ferre secum).